# Red Wa
Le Red Wa est le gang du crime organisé le plus puissant de Thaïlande. 

## Description
Les membres du Red Wa viennent de Birmanie et sont associés à l'United Wa State Army. Ils sont composés de personnes de l'ethnie Wa et collaborent avec des criminels chinois dans le trafic de drogue. Les membres du Red Wa contrôlent le trafic de méthamphétamine en Thaïlande et dans les pays voisins, et sont également connus pour être impliqués dans le trafic et la vente d'autres drogues, principalement de l'héroïne. 
Bien qu'ils se concentrent principalement sur le trafic de stupéfiants, des groupes associés à l'United Wa State Army ont également été impliqués dans d'autres crimes afin de protéger leur territoire.